# Fußball-Ostasienmeisterschaft der Frauen 2019
Die siebte Fußball-Ostasienmeisterschaft der Frauen, offiziell EAFF E-1 Football Championship 2019, wurde 2019 in Südkorea ausgetragen.

## Teilnehmer
Vier Mannschaften aus dem ostasiatischen Raum qualifizierten sich für die Endrunde. Davon waren ursprünglich Japan als amtierender Sieger, Südkorea als Gastgeber und Nordkorea bereits gesetzt. Am 30. Oktober 2019 wurde von der EAFF jedoch verkündet, dass sich Nordkorea vom Turnier zurückziehen wird. Als Ersatz wurde Chinese Taipei auserwählt, welche sich auf dem zweiten Platz der Zweiten Vorqualifikationsrunde hinter dem ebenfalls qualifizierten China platziert hatten. 
Als Sieger der ersten Runde der Vorqualifikation hatte sich die Mongolei (welche erstmals an dem Turnier teilnahmen) gegen Guam, Macau und die Nördlichen Marianen durchgesetzt. In der zweiten Runde unterlag man hier aber in allen Partien und wurde so nur Gruppenletzter.
Beide Qualifikationsrunden wurden in einer Gruppenphase ausgespielt. Der Sieger qualifizierte sich jeweils für die nächste Runde. Der Ostasienmeister wurde ebenfalls durch Gruppenspiele ermittelt.

## Austragungsort
Zwei der Qualifikationsspiele der ersten Runde wurden im National Stadium in Ulaanbaatar in der Mongolei ausgetragen, drei weitere fanden im MFF Football Centre statt. Die Spiele der zweiten Runde wurden alle im GFA National Training Center in Dededo auf Guam ausgetragen.

## Modus
Jede Mannschaft spielte in der jeweiligen Gruppenphase je einmal gegen jede andere Mannschaft der Gruppe. Ein Sieg wurde mit drei Punkten, ein Unentschieden mit einem Punkt bewertet. Bei zwei oder mehreren punktgleichen Mannschaften entschieden folgende Kriterien:
1. bessere Tordifferenz;
2. höhere Anzahl erzielter Tore;
3. höhere Punktzahl aus den Spielen der punkt- und torgleichen Mannschaften untereinander;
4. bessere Tordifferenz aus diesen Spielen;
5. höhere Anzahl erzielter Tore aus diesen Spielen;
6. Losentscheid.

## Turnier

### Erste Qualifikationsrunde
| Pl. | Land               | Sp. | S | U | N | Tore    | Diff. | Punkte |
| --- | ------------------ | --- | - | - | - | ------- | ----- | ------ |
| 1.  | Mongolei           | 3   | 2 | 1 | 0 | 004:200 | +2    | 07     |
| 2.  | Guam               | 3   | 1 | 1 | 1 | 005:100 | +4    | 04     |
| 3.  | Nördliche Marianen | 3   | 0 | 2 | 1 | 002:300 | −1    | 02     |
| 3.  | Macau              | 3   | 0 | 2 | 1 | 000:500 | −5    | 02     |

|                                |   |                    |           |
| 3. September 2018 um 14:00 Uhr |   |                    |           |
| Macau                          | – | Guam               | 0:5 (0:2) |
| 3. September 2018 um 17:00 Uhr |   |                    |           |
| Mongolei                       | – | Nördliche Marianen | 3:2 (0:2) |
| 5. September 2018 um 13:00 Uhr |   |                    |           |
| Nördliche Marianen             | – | Macau              | 0:0       |
| 5. September 2018 um 17:00 Uhr |   |                    |           |
| Mongolei                       | – | Guam               | 1:0 (0:0) |
| 7. September 2018 um 13:00 Uhr |   |                    |           |
| Guam                           | – | Nördliche Marianen | 0:0       |
| 7. September 2018 um 17:00 Uhr |   |                    |           |
| Mongolei                       | – | Macau              | 0:0       |

| Beste Torschützin      | Wertvollste Spielerin |
| ---------------------- | --------------------- |
| Kaycee Hoover – 3 Tore | Tsasan-Okhin Orgodol  |

Die Mongolei qualifizierte sich für die zweite Qualifikationsrunde.

### Zweite Qualifikationsrunde
| Pl. | Land                | Sp. | S | U | N | Tore    | Diff. | Punkte |
| --- | ------------------- | --- | - | - | - | ------- | ----- | ------ |
| 1.  | Volksrepublik China | 3   | 3 | 0 | 0 | 018:000 | +18   | 09     |
| 2.  | Chinesisch Taipeh   | 3   | 2 | 0 | 1 | 008:200 | +6    | 06     |
| 3.  | Hongkong            | 3   | 1 | 0 | 2 | 003:800 | −5    | 03     |
| 4.  | Mongolei            | 3   | 0 | 0 | 3 | 000:190 | −19   | 0      |

|                     |   |                     |            |
| 1. Dezember 2018    |   |                     |            |
| Chinese Taipei      | – | Hongkong            | 2:0 (1:0)  |
| Volksrepublik China | – | Mongolei            | 10:0 (8:0) |
| 3. Dezember 2018    |   |                     |            |
| Hongkong            | – | Volksrepublik China | 0:6 (0:2)  |
| Chinese Taipei      | – | Mongolei            | 6:0 (2:0)  |
| 5. Dezember 2018    |   |                     |            |
| Mongolei            | – | Hongkong            | 0:3 (0:2)  |
| Volksrepublik China | – | Chinese Taipei      | 2:0 (2:0)  |

| Beste Torschützin      | Wertvollste Spielerin |
| ---------------------- | --------------------- |
| Wang Shanshan – 6 Tore | Wang Shanshan         |

Die Volksrepublik China qualifizierte sich für die Endrunde. Als Nachrücker für die zurückgezogene Mannschaft von Nordkorea zog zudem noch Chinese Taipei in die Endrunde mit ein.

### Endrunde
Die Endrunde fand parallel zum Turnier der Männer statt.
| Pl. | Land                | Sp. | S | U | N | Tore    | Diff. | Punkte |
| --- | ------------------- | --- | - | - | - | ------- | ----- | ------ |
| 1.  | Japan               | 3   | 3 | 0 | 0 | 013:000 | +13   | 09     |
| 2.  | Südkorea            | 3   | 1 | 1 | 1 | 003:100 | +2    | 04     |
| 3.  | Volksrepublik China | 3   | 1 | 1 | 1 | 001:300 | −2    | 04     |
| 4.  | Chinesisch Taipeh   | 3   | 0 | 0 | 3 | 000:130 | −13   | 0      |

|                                                                    |   |                     |           |
| 10. Dezember 2019 um 16:15 Uhr in Busan (Busan Gudeok Stadium)     |   |                     |           |
| Südkorea                                                           | – | Volksrepublik China | 0:0       |
| 11. Dezember 2019 um 16:20 Uhr in Busan (Busan Asiad Main Stadium) |   |                     |           |
| Chinese Taipei                                                     | – | Japan               | 0:9 (0:5) |
| 14. Dezember 2019 um 15:55 Uhr in Busan (Busan Gudeok Stadium)     |   |                     |           |
| Volksrepublik China                                                | – | Japan               | 0:3 (0:2) |
| 15. Dezember 2019 um 16:15 Uhr in Busan (Busan Asiad Main Stadium) |   |                     |           |
| Südkorea                                                           | – | Chinese Taipei      | 3:0 (1:0) |
| 17. Dezember 2019 um 16:15 Uhr in Busan (Busan Gudeok Stadium)     |   |                     |           |
| Chinese Taipei                                                     | – | Volksrepublik China | 0:1 (0:1) |
| 17. Dezember 2019 um 19:30 Uhr in Busan (Busan Gudeok Stadium)     |   |                     |           |
| Südkorea                                                           | – | Japan               | 0:1 (0:0) |

| Beste Torhüterin | Beste Verteidigerin | Beste Torschützin      | Wertvollste Spielerin |
| ---------------- | ------------------- | ---------------------- | --------------------- |
| Ayaka Yamashita  | Jang Sel-gi         | Mana Iwabuchi – 5 Tore | Moeka Minami          |

## Schiedsrichterinnen
- Rebecca Durcau
- Kate Jacewicz
- Law Bik Chi
- Pansa Chaisanit
- Bùi Thị Thu Trang